# Victor Snell
Pour les articles homonymes, voir Snell.
Victor Snell (Genève, 9 février 1874 - Paris, 8 février 1931) est un journaliste suisse.

## Biographie
Né en 1874, d'origine genevoise, d'abord avocat, il écrit d'abord dans la Revue Les Hommes du Jour, (1910), puis devient le premier rédacteur en chef du Canard enchaîné de 1916 à 1931. Également journaliste à L'Humanité, il est secrétaire de rédaction de L'Humanité de 1907 à 1912, c'est un ami de Jean Jaurès. Il tient dans ce journal une rubrique littéraire et théâtrale dans les années 1920. Il excellait dans le canular littéraire, et avait deux violons d’Ingres  : le piano, et la grammaire. Il tient chaque semaine dans L'Œuvre une chronique humoristique intitulée  « La Grammaire en Zig-Zag ». Pendant la Première Guerre mondiale, il ridiculise Maurice Barrès dans un pastiche « Le Jardin de Marrès ». Il est fait chevalier de la légion d'honneur le 21 août 1925, et reste au Canard enchainé.
Il réclamera régulièrement à Benito Mussolini, décrit comme un tyran de carnaval dans le Canard enchaîné, le montant d'une dette contractée pendant la jeunesse du dictateur. Il avait rencontré Mussolini dans les années 1900 quand celui-ci était encore un militant socialiste pourchassé par la police de son pays. Il prétend avoir prêté un peu d'argent à celui-ci, qui ne lui jamais été rendu. De là vient l'origine de la réponse invariable de l'hebdomadaire à chacune des revendications territoriales de Mussolini : « Et mes dix balles ? ».

## Œuvres
Auteur
- Villiers de l'Isle Adam. Paris : H. Fabre, Portraits d'hier, 1910.
- Le Jardin de Marrès. Paris : Librairie Ollendorff, 1916. Sous le pseudonyme de Bérénice.
- Le Cœur incomplet et l'implacable pardon. Paris : Société mutuelle d'éditions, 1925.
- L'Appartement d'irma. Paris : l'Églantine, 1933. - 2 parties en 1 vol.
- La Grammaire En Zig Zag, publiée par Mme Victor Snell. Préface de Léon Deffoux, Paris ; Bruxelles : l'Églantine, 1932. Ce recueil publié de façon posthume, rassemble ses chroniques parues dans L'Œuvre.

Traducteur
- Upton Sinclair, Le Roi Charbon, Paris, Librairie Olendorff, 1920.

## Distinctions
- Chevalier de la Légion d'honneur (1925)